# Wayne City
Wayne City is een plaats (village) in de Amerikaanse staat Illinois, en valt bestuurlijk gezien onder Wayne County.

## Demografie
Bij de volkstelling in 2000 werd het aantal inwoners vastgesteld op 1089. In 2006 is het aantal inwoners door het United States Census Bureau geschat op 1070, een daling van 19 (-1,7%).

## Geografie
Volgens het United States Census Bureau beslaat de plaats een oppervlakte van 4,3 km², geheel bestaande uit land. Wayne City ligt op ongeveer 138 m boven zeeniveau.

## Plaatsen in de nabije omgeving
De onderstaande figuur toont nabijgelegen plaatsen in een straal van 20 km rond Wayne City.